# Касьянова, Раиса Ивановна
Раи́са Ива́новна Касья́нова (19 декабря 1929 — 15 марта 1996) — доярка совхоза «Червоний велетень» Змиёвского района Харьковской области Украинской ССР.

## Биография
Родилась 19 декабря 1929 года в селе Марьевка Первомайского района Харьковской области (Украина). В 1930 году переехала в Змиёвский район Харьковской области. В 1947 году окончила 7 классов школы и пошла работать дояркой.
В 1966 году за высокие надои молока была награждена орденом Ленина. В 1971 году получила более высокие надои. За активный и плодотворный труд в сельском хозяйстве присвоено звание Героя Социалистического Труда с вручением ордена Ленина и золотой медали «Серп и Молот».
В 1973 году за высокие показатели по надоях молока была награждена орденом Октябрьской Революции.
Работала дояркой до 1983 года. Умерла 15 марта 1996 года.